# Iper
Iper, La grande i è il marchio con cui opera Finiper Spa (Gruppo Finiper), un'azienda della grande distribuzione organizzata fondata nel 1974 da Marco Brunelli, con l'apertura del primo punto vendita (ipermercato) in Italia a Montebello della Battaglia (PV). Nello stesso anno viene fondata Finiper Spa come holding finanziaria del Gruppo Finiper.
Oggi, nel settore dei supermercati Iper controlla la catena Unes (che opera anche con il marchio "il Viaggiator Goloso" e in precedenza anche come U2) e ha una partecipazione del 20% nel gruppo Sisa Supermercati. Possiede anche la catena di ristorazione Maceler, Ristò e i bar Portello Caffè per il tramite della controllata Vera Srl.
L'azienda applica la politica della convenienza garantita, che prevede la restituzione al cliente della differenza di prezzo qualora gli stessi prodotti siano venduti a meno dai punti vendita della concorrenza nei bacini d’utenza in cui sono presenti gli ipermercati del Gruppo.

## Storia
Nel 1976, a Cremona il Gruppo Finiper apre quello che sarà riconosciuto ufficialmente come il primo Centro commerciale italiano. Nel 1983 viene aperto l'Iper di Magenta, in Provincia di Milano, che diventa nel corso degli anni ottanta uno dei centri commerciali più redditizi d'Europa. Nel 1988 viene inaugurato l'ipermercato Iper di Varese. Nel 1992, con l'apertura del punto vendita di Savignano sul Rubicone, si espande lungo la dorsale adriatica con sei ipermercati fra Romagna, Marche e Abruzzo.
Nel 1992 apre l’ipermercato di Martignacco (Udine), all’interno del Centro Commerciale Città Fiera.
Nel 1994 a Montebello della Battaglia vengono installate le prime casse self-service in Italia.
Nel 1995 Finiper apre l'ipermercato di Castelfranco Veneto, rilevato da Carrefour.
Nel 1999 viene aperto il punto vendita di Grandate in provincia di Como.
Nel 2003 viene aperto l'ipermercato di Serravalle Scrivia (AL) con alcuni punti vendita dentro la galleria cui seguirà la creazione del Retail Park di fronte al Serravalle Designer Outlet
Nel 2004 viene costruito il punto vendita Iper Portello di Milano, all'interno del progetto di riqualificazione urbanistica del quartiere Milano Portello, realizzato su una parte dell'area storicamente occupata dagli impianti industriali dell'Alfa Romeo.
Nel 2007 apre un nuovo importante punto vendita a Lonato del Garda (BS), e nello stesso anno insieme al Gruppo Carrefour Italia e Agorà Network, Iper fonda una nuova centrale d'acquisto con il nome di Gdplus, scioltasi successivamente verso la fine del 2009.
Tra il 2013 e il 2016, nell'ambito del progetto di riqualificazione delle aree in precedenza occupate dallo stabilimento Alfa Romeo di Arese Finiper realizza su disegno dell'architetto Michele De Lucchi il centro commerciale Il Centro, con una superficie pari a 2 milioni di metri quadrati e 205 negozi.
All'interno di un accordo commerciale, il 23 luglio 2018, Finiper cede in gestione a Conad i propri ipermercati presenti nelle Marche, in Abruzzo e Friuli-Venezia Giulia.
Nel 2019 viene aperto a Monza, al posto dell'ex Cinema Maestoso, il primo ipermercato del gruppo che unisce negozio tradizionale (Il Mercato) con la ristorazione (La Corte).

## Punti vendita
Questo è il dettaglio degli attuali 21 ipermercati e 1 superstore della catena Iper, per un totale di circa 220.000 m² di superficie commerciale coperta:
| Regione        | Numero di negozi | Province coperte               |
| -------------- | ---------------- | ------------------------------ |
| Emilia-Romagna | 1                | FC                             |
| Lombardia      | 17               | BG, BS, CO, CR, MB, MI, PV, VA |
| Piemonte       | 2                | AL                             |
| Veneto         | 2                | TV, VR                         |

## Marchi
Iper "La grande i" sviluppa un'ampia gamma di prodotti a marchio.
Marchi area alimentari
- Almaverde Bio
- Amarsi e Piacersi
- Birra Montavena
- Buongiorno Freschezza
- Grandi vigne
- iNaturale Bio
- Magie di frutta
- Patto qualità Iper
- Valis
- Zero tre bio
- Viaggiator goloso
- Terre d'Italia

Marchi area "non alimentari"
- Blcontatto
- Blm kids
- Cà
- Danilo Trevigliani
- Dt donna
- HiNt
- Papika
- Step
- Tecnohome
- Valis
- Worktime
- Xeris
- Iper Station
- Iper Farma

## Ristorazione
Il gruppo dal 1982 entra nel campo della ristorazione e tramite la controllata Vera S.r.l. opera con le seguenti insegne:
- Ristò (ristoranti)
- Portello Caffe (caffetterie)
- Cremamore (gelaterie)
- Rom'antica (pizzerie)

## Altre attività
In passato il gruppo ha operato in vari settori con diversi marchi:
- Autopiù (accessori auto)
- BricMarket (fai da te)
- Iperama (arredamento)
- iPlanet (elettronica)
- I Vivai (giardinaggio)